# Kommunalvalen i Finland 1964
Kommunalval i Finland (dock inte Åland) hölls den 4 och 5 oktober 1964 för mandatperioden 1965-1968. Antalet röstberättigade var 2 703 585 och av dem deltog 2 151 622 eller 79,6 % i valet. Största parti blev socialdemokraterna.
Kommunalvalen på Åland hade hållits 1963 och hölls nästa gång 1967.
Inga val hölls i kommunerna Aspö, Björköby, Houtskär och Iniö då det fanns lika många godkända kandidater som valbara platser i fullmäktige, och samtliga kandidater utsågs till fullmäktigeledamöter utan omröstning genom så kallat sämjoval.

## Bakgrund
Valet förrättades i enlighet med den nya kommunalvallagen som trädde i kraft 7 februari 1964. Rätt att ställa upp i valet med kandidater hade dels Finlands registrerade partier samt valmansföreningar. Minst 10 röstberättigade i en kommun krävdes för att bilda en valmansförening.

## Valresultat
Nedanstående resultat ger en total sammanställning av valen i hela Finland. För resultatet i varje kommun för sig, se respektive kommunartikel.

På grund av avsaknad av tillförlitlig statistik från Statistikcentralen saknas från tiden till och med 1960 helt information om antalet fullmäktigeplatser. Vid valet 1964 redovisades endast mandaten separat för Demokratiska förbundet för Finlands folk, medan de två socialdemokratiska partierna grupperades ihop samt samtliga icke-socialistiska partier redovisades ihop.
| Parti eller valmansförening | Parti eller valmansförening                            | Röster             | Röster       | Röster | Röster | Mandatfördelning | Mandatfördelning |
| Parti eller valmansförening | Parti eller valmansförening                            | Antal              | Röstskillnad | %      | +− %   | Antal            | +−               |
| --------------------------- | ------------------------------------------------------ | ------------------ | ------------ | ------ | ------ | ---------------- | ---------------- |
|                             | Finlands Socialdemokratiska Parti                      | 530 878            | +116 703     | 24,8   | +3,7   |                  |                  |
|                             | Demokratiska förbundet för Finlands folk               | 470 550            | +38 404      | 22,0   | 0,0    | 2 417            |                  |
|                             | Agrarförbundet                                         | 413 561            | +12 215      | 19,3   | -1,1   |                  |                  |
|                             | Samlingspartiet                                        | 213 378            | −62 182      | 10,0   | -4,1   |                  |                  |
|                             | Svenska folkpartiet                                    | 120 860            | −3 164       | 5,6    | -0,7   |                  |                  |
|                             | Finska folkpartiet                                     | 79 569             | −20 140      | 3,7    | -1,4   |                  |                  |
|                             | Arbetarnas och småbrukarnas socialdemokratiska förbund | 63 348             | −3 319       | 3,0    | -0,4   |                  |                  |
|                             | Finlands småbondeparti                                 | 30 683             | −21 841      | 1,4    | -1,2   |                  |                  |
|                             | Socialdemokrater, totalt                               |                    |              |        |        | 2 856            |                  |
|                             | Icke-socialistiska partier, totalt                     |                    |              |        |        | 6 851            |                  |
|                             | Övriga socialistiska valmansföreningar                 | 316                | −2 529       | 0,0    | -0,1   | 2                | +2               |
|                             | Övriga icke-socialistiska valmansföreningar            | 216 735            | +125 573     | 10,1   | +5,5   |                  |                  |
|                             | Fristående valmansföreningar                           | 834                | −2 367       | 0,0    | -0,1   | 5                | +5               |
| Antal giltiga röster        | Antal giltiga röster                                   | 2 140 712          | +177 353     | 100,0  |        | 12 131           |                  |
| Ogiltiga röster             | Ogiltiga röster                                        | 10 910             |              |        |        |                  |                  |
| Totalt                      | Totalt                                                 | 2 151 622 (79,6 %) |              |        |        |                  |                  |